# Eustachy Ostaszewski

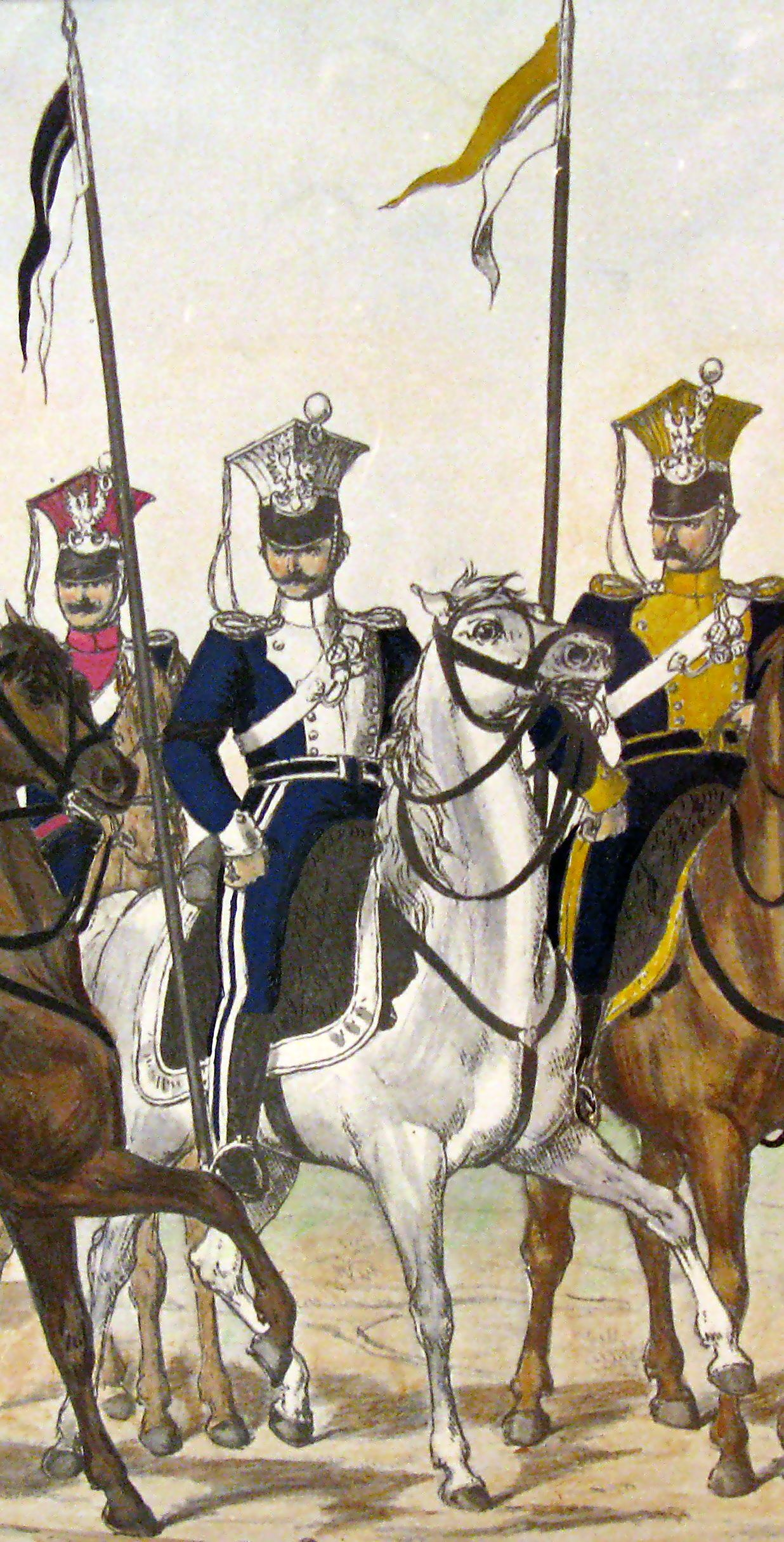
Biało-niebieski mundur ułana Drugiego Pułku w czasie powstania listopadowego

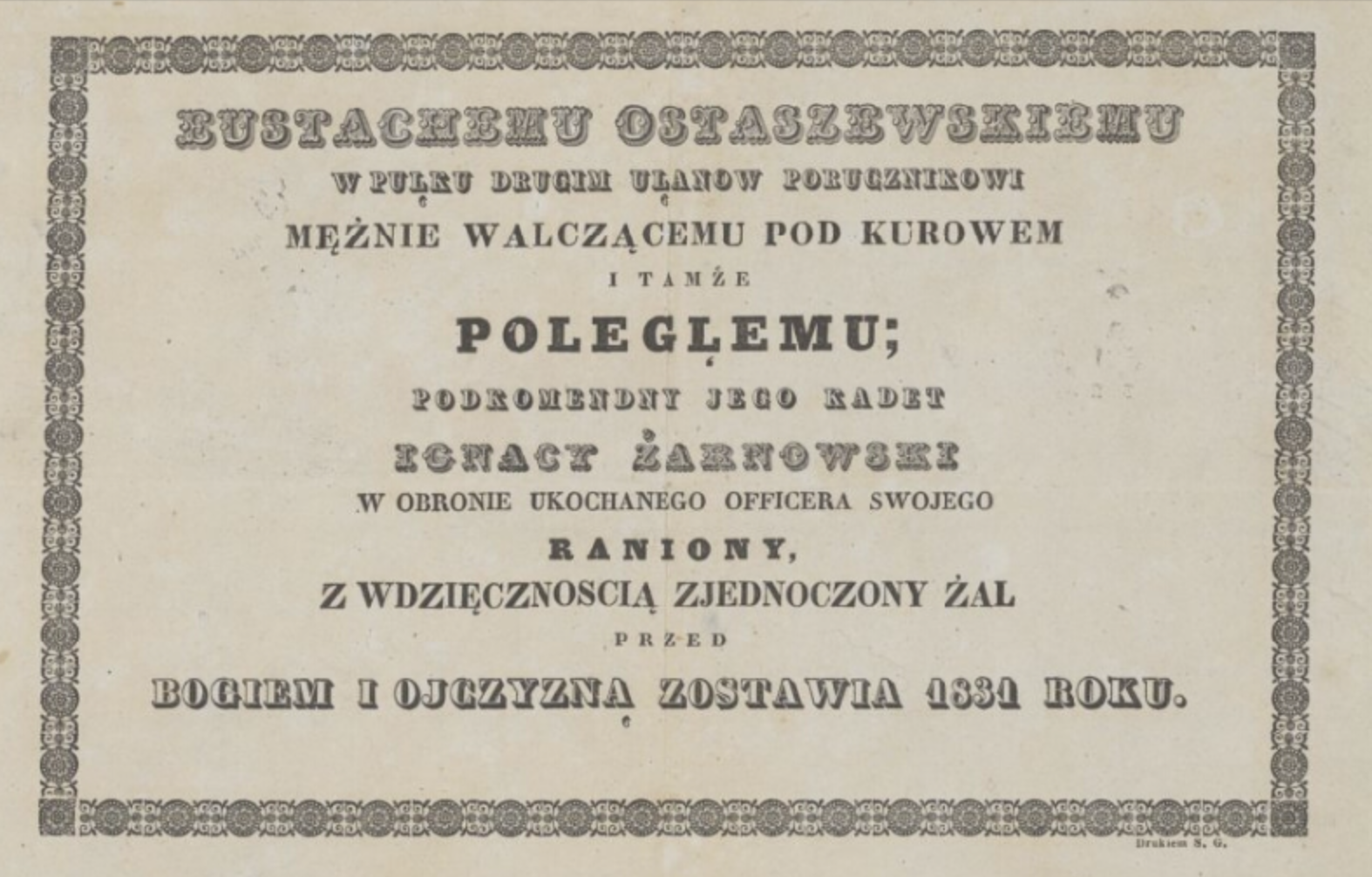
Nekrolog Eustachego Ostaszewskiego

Kurów, kapliczka przy ul Lubelskiej

Eustachy Ostaszewski (ur. 1800 Antonów w guberni podolskiej, zm. 3 marca 1831 Kurów) – oficer wojsk polskich, uczestnik powstania listopadowego, bohater zwycięskiej dla powstańców bitwy pod Kurowem 3 marca 1831 r.

## Życiorys
Urodził się w 1800 roku w Antonowie na Podolu w szlacheckiej rodzinie Ostaszewskich herbu Ostoja, jako syn byłego chorążego wojsk koronnych Michała Ostaszewskiego i Wiktorii z Czarnowskich, właścicieli majątku Myszarówka w pow. hajsyńskim.
W 1821 wstąpił do Drugiego Pułku Ułanów Królestwa Polskiego; był w Szkole Podchorążych. W Noc Listopadową z 29 na 30 listopada 1831, podczas której doszło do wystąpienia zbrojnego podchorążych ze Szkoły Podchorążych, nie poparł insurgentów, niemniej wkrótce podpisał akces powstańczy obywateli wschodnich terenów byłej Rzeczypospolitej: Litwy, Wołynia, Podola i Ukrainy.  Dnia 10 grudnia 1830 został podporucznikiem w Drugim Pułku Ułanów.
3 marca 1831 roku bohatersko poległ w szarży kawaleryjskiej podczas zwycięskiej dla powstańców bitwy pod Kurowem. Według świadków ”jednym szwadronem zdecydował tę bitwę, okrył się sławą i głowę swoją położył."
Generał Józef Dwernicki zaznaczył w swoim raporcie, że „mężny ten oficer zakończył chwalebnie życie, wymawiając: umieram szczęśliwie, bo przy nas zwycięstwo", a jego bohaterstwo wspominał jeszcze długo po bitwie.
Według zachowanych świadectw był lubianym oficerem i pozostawił po sobie żywą pamięć wśród towarzyszy walk. Jeden z jego podkomendnych, Feliks Poradowski, napisał: „Oficera miałem najgodniejszego w świecie, Eustachego Ostaszewskiego; znalazłem w nim prawdziwego przyjaciela, a był to jeden z najwaleczniejszych, lecz niestety! za prędko poległ. W trzeciej naszej bitwie (pod Kurowem), obskoczeni przez kilkakroć przewyższającą siłę, nim nadszedł sukurs, nie mogliśmy go ocalić; walczył do ostatka i literalnie w kawałki został rozsiekany. Wszyscy go szczerze opłakiwali, a ja długo, długo nie mogłem z żalu przyjść do siebie.” Z kolei inny jego towarzysz, Ignacy Żarnowski, opublikował następujący nekrolog: "Eustachemu Ostaszewskiemu w Pułku Drugim Ułanów Porucznikowi mężnie walczącemu pod Kurowem i tamże poległemu; podkomendny jego kadet Ignacy Żarnowski w obronie ukochanego oficera swojego raniony, z wdzięcznością zjednoczony żal przed Bogiem i Ojczyzną zostawia 1831 roku."
Według Feliksa Poradowskiego pod Kurowem „Ostaszewski jednym cięciem pałasza zwalił majora moskiewskiego z konia, a drugim na odlew jakiegoś dragona starego z kilkoma szewronami. Wówczas jednak zaczęła się rzeź formalna; Ostaszewskiego rozsiekali na miejscu, a z naszych wkrótce połowa leżała na ziemi […]. Wtem zahuczało ‘hurra’ naszych, pędzących nam na pomoc […]. Zwycięstwo było kompletne, chociaż drogo okupione utratą dzielnego naszego Ostaszewskiego.” Zanim oddał ducha zdążył jeszcze zapytać nadbiegających towarzyszy, czy zdobyli armaty rosyjskie, a uzyskawszy potwierdzenie odrzekł: „To dobrze; bądźcie zdrowi koledzy” i po tych słowach skonał.
Pod Kurowem zgrupowanie kawaleryjskie gen. Dwernickiego postępujące szosą puławską za rosyjską kolumną stoczyło w pobliżu miasteczka bój, w wyniku którego zdobyło sześć dział i wzięło 85 jeńców. Szarża polskiej kawalerii na czele z porucznikiem Ostaszewskim, a następnie manewr oskrzydlający piechoty, rozbiły rosyjskie oddziały. Straty polskie wynosiły około 20 zabitych i 40 rannych.
Żołnierze Drugiego Pułku Ułanów i dziedzic Kurowa, Grzegorz Zbyszewski, sprawili poległym uroczysty pogrzeb. Pochowali ich w mogile obok kapliczki stojącej do dziś przy trakcie lubelskim w Kurowie.
Ukazem carskim z 21 grudnia 1831 dobra Ostaszewskiego w powiecie hajsyńskim na Podolu zostały w karę za udział w "polskim buncie" skonfiskowane. Kurów znalazł się ponownie na kartach historii podczas powstania styczniowego, kiedy 24 stycznia 1863 pod miastem stoczono kolejną zwycięską bitwę – tym razem w drugim powstaniu narodowym. W związku z tymi dwiema bitwami władze carskie w 1870 roku pozbawiły Kurów praw miejskich. Burmistrza zastąpił wójt.
W powstaniu listopadowym odznaczył się również brat Eustachego Ostaszewskiego, Spirydion Ostaszewski.